# Adrianna Kąkol
Adrianna Kąkol (ur. 9 września 2001) – polska kajakarka, medalistka mistrzostw świata i Europy.

## Życiorys
Jest zawodniczką Kolejowego Klubu Kajakowego 1929 Kraków, gdzie zaczęła trenować w wieku 11 lat.
W 2021 zdobyła brązowy medal młodzieżowych mistrzostw Europy w konkurencji K-2 200 metrów (z Katarzyną Kołodziejczyk). W 2022 została w konkurencji K-4 500 metrów mistrzynią świata i mistrzynią Europy seniorek, w 2023 w tej samej konkurencji zwyciężyła w Igrzyskach Europejskich (co dało równocześnie tytuł mistrzyni Europy seniorek) i została wicemistrzynią świata seniorek (we wszystkich startach z Karoliną Nają, Anną Puławską i Dominiką Putto). 
W Plebiscycie Przeglądu Sportowego na najlepszego sportowca roku 2022 zajęła razem z Karoliną Nają, Anną Puławską i Dominiką Putto 21. miejsce. W tym samym plebiscycie w 2023 została wybrana Nadzieją Olimpijską Paryż 2024.